# Sjas'stroj
Sjas'stroj', in russo Сясьстрой?, è una città della Russia situata nell'Oblast' di Leningrado, sulle rive del fiume Sjas', non lontana dal Lago Ladoga e a 140 chilometri da San Pietroburgo. Fondata nel 1926, la località ha ottenuto lo status di città nel 1992 ed ha un'economia basata sulla produzione della cellulosa.